# Rodersdorf (Szwajcaria)
Rodersdorf – miejscowość i gmina w północnej Szwajcarii, w kantonie Solura, w jednostce administracyjnej (Amtei) Dorneck-Thierstein, w okręgu Dorneck. Jest francuską eksklawą, 88% powierzchni gminy graniczy z Francją.

## Demografia
W Rodersdorfie mieszka 1 406 osób. W 2021 roku 11,7% populacji gminy stanowiły osoby urodzone poza Szwajcarią. 